# FDGB-Pokal 1975/76
Der Wettbewerb um den FDGB-Fußballpokal 1975/76 war die 25. Auflage dieser Veranstaltung.

## Teilnehmer
Für den FDGB-Pokal-Wettbewerb 1975/76 waren 89 Mannschaften teilnahmeberechtigt. Sie setzen sich aus den 15 Bezirkspokalsiegern, 58 Mannschaften aus der DDR-Liga und den beiden Oberligaabsteigern jeweils der Vorsaison und aus den 14 Teams der DDR-Oberliga der Saison 1975/76 zusammen.

## Verlauf
Bis einschließlich der II. Hauptrunde wurden Spiele, die auch nach der Verlängerung noch unentschieden standen, durch Elfmeterschießen entschieden. Vom Viertel- bis zum Halbfinale wurden die Sieger in Hin- und Rückspielen ermittelt. Nachdem in der Ausscheidungsrunde am 16. August 1975 sechs DDR-Liga-Mannschaften aufeinander trafen, spielten in der I. Hauptrunde die 15 Bezirkspokalsieger und 57 DDR-Ligisten gegeneinander. Nach einer Zwischenrunde, in der die letzten vier Bezirkspokalsieger ausschieden, griffen in der II. Hauptrunde am 4. Oktober 1975 die Mannschaften der Oberliga in den Wettbewerb ein. Von ihnen schieden hier bereits der FC Karl-Marx-Stadt und Wismut Aue aus. Das Achtelfinale erreichten mit Dynamo Dresden II, Vorwärts Dessau, Dynamo Eisleben und Stahl Brandenburg noch vier Mannschaften der DDR-Liga, doch nach den Hin- und Rückspielen kam nur Dessau weiter, das dann im Viertelfinale gegen Dynamo Dresden ausschied. Ebenfalls im Viertelfinale musste der Pokalverteidiger Sachsenring Zwickau gegen den FC Vorwärts Frankfurt/O. die Segel streichen, der Finalist von 1975 Dynamo Dresden fand im Halbfinale im 1. FC Lokomotive Leipzig seinen Meister. Auch der noch amtierende DDR-Meister 1. FC Magdeburg musste sich im Halbfinale dem FC Vorwärts geschlagen geben.

### Ausscheidungsrunde
Die Spiele fanden am Sonnabend, 16. August 1975 um 15:00 Uhr statt.
|                                  | Ergebnis |                             |
| -------------------------------- | -------- | --------------------------- |
| BSG Chemie Zeitz                 | 2:1      | BSG Wismut Aue II           |
| BSG Aktivist Brieske-Senftenberg | 3:2      | FC Vorwärts Frankfurt/O. II |
| BSG Stahl Hennigsdorf            | 0:4      | 1. FC Magdeburg II          |

### I. Hauptrunde
Die Spiele fanden am Sonntag, 23. August 1975 um 15:00 Uhr statt.
|                                     | Ergebnis              |                                   |
| ----------------------------------- | --------------------- | --------------------------------- |
| TSG Wismar II *                     | 0:2                   | ASG Vorwärts Neubrandenburg       |
| SG Hohenschönhausen *               | 0:1                   | BSG Stahl Finow                   |
| BSG Aktivist Laubusch *             | 1:2 n. V.             | BSG Motor Bautzen                 |
| BSG Robur Zittau *                  | 2:1                   | BSG Wismut Gera                   |
| TSG Apolda *                        | 0:1                   | BSG Aktivist Kali Werra Tiefenort |
| BSG Motor Eberswalde *              | 2:1                   | BSG EAB Lichtenberg 47            |
| BSG Wismut Gera II *                | 0:1 n. V.             | BSG Motor Suhl                    |
| BSG Fortschritt Weißenfels *        | 0:3                   | 1. FC Lokomotive Leipzig II       |
| BSG Wismut Aue III *                | 1:2                   | SG Dynamo Dresden II              |
| TSG MAB Schkeuditz *                | 0:2                   | ASG Vorwärts Dessau               |
| BSG Einheit Wernigerode *           | 4:1                   | BSG Motor Nordhausen-West         |
| BSG Lokomotive Malchin *            | 2:7                   | Hansa Rostock                     |
| BSG Chemie Premnitz *               | 0:1                   | Berliner FC Dynamo II             |
| ASG Vorwärts Glöwen *               | 1:3                   | TSG Bau Rostock                   |
| BSG Chemie Glas Ilmenau *           | 2:0                   | FC Rot-Weiß Erfurt II             |
| BSG Aufbau Boizenburg               | 0:1                   | BSG Lokomotive Stendal            |
| BSG Verkehrsbetriebe Waren          | 10:2 1                | FC Hansa Rostock II               |
| BSG Motor Ludwigsfelde              | 4:1                   | TSG Gröditz                       |
| BSG KKW Nord Greifswald             | 1:1 n. V. (5:4 i. E.) | BSG NARVA Berlin                  |
| BSG Aufbau Schwedt                  | 1:1 n. V. (3:5 i. E.) | ASG Vorwärts Stralsund            |
| BSG Schiffahrt/Hafen Rostock        | 2:0                   | BSG Lokomotive Bergen             |
| BSG Lokomotive Leipzig-Ost          | 2:1                   | FC Carl Zeiss Jena II             |
| BSG Lokomotive Cottbus              | 2:1                   | BSG Motor Babelsberg              |
| BSG Motor Germania Karl-Marx-Stadt  | 0:0 n. V. (6:5 i. E.) | ASG Vorwärts Plauen               |
| BSG Motor Steinach                  | 1:4                   | SG Dynamo Eisleben                |
| TSG Ruhla                           | 1:0                   | BSG Stahl Blankenburg             |
| BSG CM Veritas Wittenberge          | 0:2                   | SG Dynamo Schwerin                |
| TSG Wismar                          | 3:6                   | 1. FC Union Berlin                |
| BSG Stahl Eisenhüttenstadt          | 1:2                   | BSG Aktivist Schwarze Pumpe       |
| BSG Stahl Brandenburg               | 5:0                   | SG Dynamo Fürstenwalde            |
| FSV Lokomotive Dresden              | 1:3                   | BSG Sachsenring Zwickau II        |
| BSG Motor Werdau                    | 10:10                 | BSG Motor Hermsdorf               |
| BSG Zentronik Sömmerda              | 0:1                   | BSG Chemie Buna Schkopau          |
| BSG Chemie Böhlen                   | 3:0                   | BSG Chemie Zeitz                  |
| BSG Post Neubrandenburg             | 5:2                   | BSG Aktivist Brieske-Senftenberg  |
| BSG Lokomotive/Vorwärts Halberstadt | 1:7                   | 1. FC Magdeburg II                |

#### Wiederholungsspiel
Das Spiel fand am Mittwoch, 10. September 1975 um 16:30 Uhr statt.
|                            | Ergebnis |                     |
| -------------------------- | -------- | ------------------- |
| BSG Verkehrsbetriebe Waren | 1:2      | FC Hansa Rostock II |

### Zwischenrunde
Die Spiele fanden am Sonntag, 14. September 1975 um 15:00 Uhr statt.
|                                    | Ergebnis              |                              |
| ---------------------------------- | --------------------- | ---------------------------- |
| 1. FC Magdeburg II                 | 4:0                   | BSG Motor Eberswalde         |
| BSG Chemie Glas Ilmenau            | 3:4 n. V.             | SG Dynamo Eisleben           |
| BSG Aktivist Kali Werra Tiefenort  | 2:3                   | BSG Chemie Buna Schkopau     |
| TSG Ruhla                          | 1:4                   | BSG Motor Suhl               |
| 1. FC Lokomotive Leipzig II        | 3:1                   | BSG Motor Werdau             |
| FC Hansa Rostock II                | 5:5 n. V. (1:3 i. E.) | BSG KKW Nord Greifswald      |
| TSG Bau Rostock                    | 2:1                   | BSG Schiffahrt/Hafen Rostock |
| ASG Vorwärts Neubrandenburg        | 1:1 n. V. (4:2 i. E.) | Hansa Rostock                |
| SG Dynamo Schwerin                 | 5:0                   | BSG Einheit Wernigerode      |
| BSG Aktivist Schwarze Pumpe        | 3:2                   | BSG Sachsenring Zwickau II   |
| BSG Stahl Finow                    | 4:5                   | BSG Stahl Brandenburg        |
| BSG Lokomotive Leipzig-Ost         | 1:7                   | ASG Vorwärts Dessau          |
| BSG Motor Germania Karl-Marx-Stadt | 0:6                   | SG Dynamo Dresden II         |
| BSG Lokomotive Cottbus             | 2:1                   | 1. FC Union Berlin           |
| BSG Lokomotive Stendal             | 2:1                   | ASG Vorwärts Stralsund       |
| Berliner FC Dynamo II              | 1:2                   | BSG Post Neubrandenburg      |
| BSG Motor Ludwigsfelde             | 1:4                   | BSG Chemie Böhlen            |
| BSG Robur Zittau                   | 1:2 n. V.             | BSG Motor Bautzen            |

### II. Hauptrunde
Die Spiele fanden am Sonnabend, 4. Oktober 1975 um 14:00 Uhr statt.
|                             | Ergebnis  |                             |
| --------------------------- | --------- | --------------------------- |
| TSG Bau Rostock             | 0:9       | Berliner FC Dynamo          |
| BSG KKW Nord Greifswald     | 0:1       | 1. FC Magdeburg             |
| SG Dynamo Schwerin          | 2:3       | FC Vorwärts Frankfurt/O.    |
| BSG Post Neubrandenburg     | 0:2       | BSG Energie Cottbus         |
| BSG Lokomotive Stendal      | 1:3       | Hallescher FC Chemie        |
| 1. FC Magdeburg II          | 0:1       | BSG Chemie Leipzig          |
| SG Dynamo Eisleben          | 5:2       | FC Karl-Marx-Stadt          |
| BSG Aktivist Schwarze Pumpe | 2:3 n. V. | 1. FC Lokomotive Leipzig    |
| BSG Chemie Buna Schkopau    | 3:4       | FC Rot-Weiß Erfurt          |
| 1. FC Lokomotive Leipzig II | 0:2       | BSG Stahl Riesa             |
| BSG Chemie Böhlen           | 1:2 n. V. | SG Dynamo Dresden           |
| SG Dynamo Dresden II        | 2:0       | BSG Wismut Aue              |
| BSG Motor Bautzen           | 1:2       | BSG Sachsenring Zwickau     |
| BSG Motor Suhl              | 0:3       | FC Carl Zeiss Jena          |
| BSG Stahl Brandenburg       | 2:1       | ASG Vorwärts Neubrandenburg |
| ASG Vorwärts Dessau         | 7:2       | BSG Lokomotive Cottbus      |

### Achtelfinale
Die Hinspiele fanden am Sonnabend, 22. November um 13:30 Uhr und die Rückspiele am Sonnabend, 29. November 1975 um 13:00 Uhr statt.
|                          | Gesamt |                         | Hinspiel | Rückspiel |
| ------------------------ | ------ | ----------------------- | -------- | --------- |
| SG Dynamo Eisleben       | 02:12  | SG Dynamo Dresden       | 1:4      | 1:8       |
| SG Dynamo Dresden II     | 2:3    | BSG Sachsenring Zwickau | 2:1      | 0:2       |
| FC Vorwärts Frankfurt/O. | 7:3    | Hallescher FC Chemie    | 7:1      | 0:2       |
| BSG Stahl Riesa          | 4:6    | FC Carl Zeiss Jena      | 1:2      | 3:4       |
| Energie Cottbus          | 0:6    | 1. FC Magdeburg         | 0:3      | 0:3       |
| ASG Vorwärts Dessau      | 2:2    | BSG Chemie Leipzig      | 1:0      | 1:2       |
| Berliner FC Dynamo       | 14:00  | BSG Stahl Brandenburg   | 5:0      | 9:0       |
| 1. FC Lokomotive Leipzig | 8:3    | FC Rot-Weiß Erfurt      | 5:1      | 3:2       |

### Viertelfinale
Die Hinspiele fanden am Sonntag, 7. Dezember um 13:00 Uhr und die Rückspiele am Mittwoch, 17. Dezember 1975 um 17:00 Uhr statt.
|                          | Gesamt |                          | Hinspiel | Rückspiel |
| ------------------------ | ------ | ------------------------ | -------- | --------- |
| SG Dynamo Dresden        | 7:1    | ASG Vorwärts Dessau      | 3:0      | 4:1       |
| FC Vorwärts Frankfurt/O. | 4:2    | BSG Sachsenring Zwickau  | 3:0      | 1:2       |
| FC Carl Zeiss Jena       | 3:7    | 1. FC Lokomotive Leipzig | 2:3      | 1:4       |
| Berliner FC Dynamo       | 3:5    | 1. FC Magdeburg          | 3:1      | 0:4       |

### Halbfinale
Die Hinspiele fanden am Mittwoch, 11. Februar 1976 um 17:00 Uhr und die Rückspiele am Mittwoch, 25. Februar 1976 um 17:00 Uhr statt.
|                          | Gesamt |                   | Hinspiel | Rückspiel |
| ------------------------ | ------ | ----------------- | -------- | --------- |
| 1. FC Lokomotive Leipzig | 4:2    | SG Dynamo Dresden | 1:1      | 3:1       |
| FC Vorwärts Frankfurt/O. | 4:2    | 1. FC Magdeburg   | 1:2      | 3:0       |

## Finale

### Statistik
| Paarung                  | 1. FC Lokomotive Leipzig – FC Vorwärts Frankfurt/O. |
| Ergebnis                 | 3:0 (1:0) |
| Datum                    | 1. Mai 1976 |
| Stadion                  | Stadion der Weltjugend, Ost-Berlin |
| Zuschauer                | 50.000 |
| Schiedsrichter           | Adolf Prokop (Erfurt) |
| Tore                     | 1:0 Frenzel (44.) 2:0 Frenzel (48.) 3:0 Roth (70.) |
| 1. FC Lokomotive Leipzig | Werner Friese – Roland Hammer – Gunter Sekora, Wilfried Gröbner, Joachim Fritsche – Lutz Moldt, Henning Frenzel, Andreas Roth – Rainer Lisiewicz, Dieter Kühn (78. Andreas Bornschein), Wolfram Löwe, Cheftrainer: Horst Scherbaum                            |
| FC Vorwärts Frankfurt/O. | Eckhard Kreutzer – Wolfgang Strübing – Ralph Probst, Lothar Hause, Wolfgang Andreßen – Hans-Hermann Herbst (80. Gerd Schuth), Horst Krautzig, Reinhard Segger – Ralph Conrad (52. Jörg Nachtigall), Frieder Andrich, Horst Wruck. Cheftrainer: Karl Trautmann |

### Spielverlauf

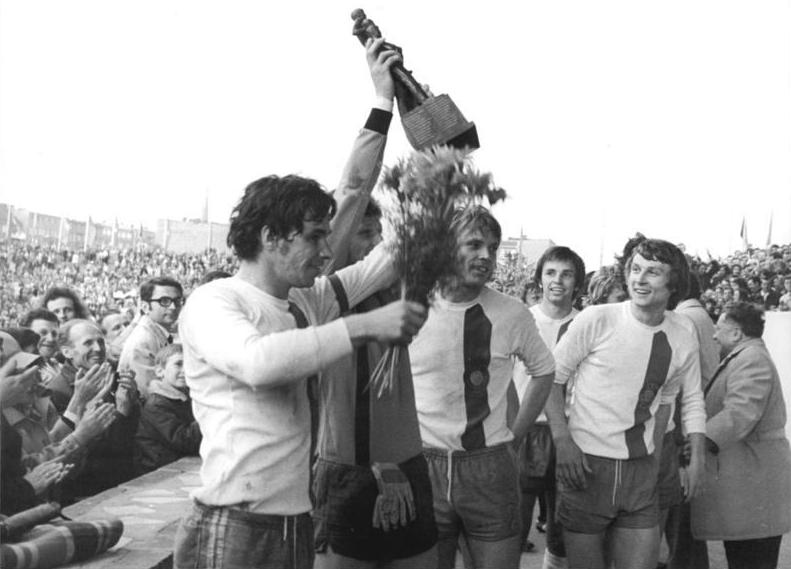
Die Leipziger Pokalsieger

Das 25. FDGB-Pokalendspiel fand drei Tage vor dem Ende der Oberligasaison 1975/76 statt. Zu diesem Zeitpunkt lag der 1. FC Lok Leipzig auf dem 3., der FC Vorwärts Frankfurt/O. auf dem 12. Tabellenplatz. Während die Leipziger Mannschaft bisher dreimal erfolglos ein Endspiel erreicht hatte, konnten die Frankfurter aus ihrer Berliner Historie auf zwei Pokalsiege verweisen, unter anderem aus dem Jahr 1970, als Vorwärts Berlin Lok Leipzig mit 4:2 geschlagen hatte. 1976 war auf Grund der aktuellen Tabellenkonstellation die Favoritenrolle von Anfang an eindeutig an die Leipziger vergeben. Zum Held des Spiels wurde der gerade 34 Jahre alt gewordene 56-fache Nationalspieler Henning Frenzel. In seinem vierten Pokalendspiel zeigte er ein begeisterndes Spiel und entschied mit seinen beiden Toren kurz vor und kurz nach der Halbzeitpause die Begegnung fast im Alleingang.
Die Leipziger begannen das Spiel sofort offensiv. Schon in den ersten zwanzig Minuten wurde Frankfurts Torwart Kreutzer dreimal mit Leipziger Scharfschüssen auf die Probe gestellt. Mit Zielstrebigkeit und läuferischem Engagement beherrschte der 1. FC Lok das Spiel eindeutig, während der FCV zu zaghaft agierte, technische Unzulänglichkeiten zeigte und auch im Konterspiel versagte.
Frenzels Tore trafen die Armeefußballer zu psychologisch ungünstigsten Momenten, sodass spätestens nach dem 0:2 ihre Moral gebrochen war. Vierzig Sekunden vor dem Halbzeitpfiff nutzte Frenzel aus vollem Lauf schießend einen Freistoß von Sekora, den Frankfurts Libero verpasst hatte. Drei Minuten nach Wiederanpfiff war es wieder ein Frankfurter Fehler, der zum 0:2 führte. Diesmal konnte Torwart Kreutzer einen Kopfball Gröbners nicht parieren und Frenzel konnte den von der Latte abprallenden Ball ins Tor schießen.
Dem FC Vorwärts, schon im Mittelfeld läuferisch unterlegen, gelang es nach den beiden Gegentoren nicht mehr, dem Spiel noch eine Wende zu geben. Seine Spieler blieben zu unbeweglich, verhielten sich taktisch unklug und waren im Angriff bis auf Linksaußen Wruck harmlos. Zwar zeigten sich die Vorwärtsspieler in der zweiten Halbzeit kämpferischer, doch mit Roths Treffer in 70. Minute zum 3:0 war ihr Aufbegehren schon frühzeitig gebrochen.